# Steven Chu
Steven Chu (født 28. februar 1948 i St. Louis, Missouri, USA) er en amerikansk fysiker, politiker og Nobelprisvinder, der fungerede som USA's energiminister under præsident Barack Obama. 
Chu blev født i St. Louis i delstaten Missouri, og uddannede sig som fysiker på University of Rochester og University of California. Hans arbejde har i særdeleshed drejet sig om energipolitik, hvor han har været fortaler for et større forbrug af vedvarende energi i stedet for fossile brændstoffer. I 1997 modtog Chu Nobelprisen i fysik.
Efter i en årrække at have undervist i fysik på University of California i Berkeley, blev Chu efter præsidentvalget i USA 2008 udpeget af Barack Obama som den nye energiminister i hans regering. Han blev officielt indsat på posten den 21. januar 2009, dagen efter at Obama var blevet taget i ed som landets 44. præsident.